# سون لودسیوسکی
سون لودسیوسکی (آلمانی: Sven Lodziewski؛ زادهٔ ۱۷ مارس ۱۹۶۵) شناگر اهل آلمان بود.